# مورن سیشلو
مورن سیشلو بلندترین کوه سیشل است. مورن سیشلو در جزیره ماهی در پارک ملی مورن سیشلو جای گرفته‌است.